# Премоляри

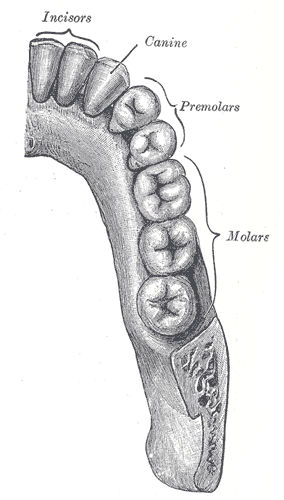
Премоляри — 4-й і 5-й зверху (Premolars)

Премоля́ри, малі корінні зуби (лат. premolar, dentes premolares) — два зуби, які розташовані в зубному ряду дорослої людини з обох сторін щелеп за іклами перед молярами.

## Опис

### Перший премоляр верхньої щелепи
Коронка призматичної форми. Щічна, язикова поверхні опуклі. Вестибулярна поверхня переважає над піднебінною, з невеликим вертикальним валиком. Контактні поверхні прямокутної форми, із задньою поверхнею більш опуклою, ніж передня. На жувальній поверхні щічний (крупніший) і піднебінний горбки, між якими проходить фісура у передньо-задньому напрямі, закінчуються емалевими валиками. На жувальній поверхні щокового горбка виділяється два схили, передній більш виражений. Корінь сплощений, з поздовжніми глибокими борозенками на бічних поверхнях. Корінь часто роздвоюється на щічний і піднебінний (більш виражений).

### Другий премоляр верхньої щелепи
Коронка призматичної форми. На жувальній поверхні щічний (крупніший) і піднебінний горбки. Горбки розділені поперечною фісурою по центру жувальної поверхні. Щокова поверхня коронки переважає над піднебінною. Піднебінна поверхню більш опукла, з поздовжнім валиком. Передня ділянка щічної поверхні коронки менш опукла, ніж задня. У переважній кількості випадків корінь один, конусоподібної форми, стиснутий у передньо-задньому напрямі, з широкими бічними поверхнями, що несуть неглибокі поздовжні борозни. У 15% випадків має місце роздвоєння кореня.

### Перший премоляр нижньої щелепи
Вестибулярна поверхня коронки опукла, довша за язикову, з широким поздовжнім валиком. Жувальна поверхня з двома горбками. Щічна більша, нахилена всередину. Горбки з'єднані валиком, на латеральних поверхнях якого є ямки. Корінь один, прямий, овальної форми, злегка сплюснутий з боків, борозенками, які проходять на передній і задній поверхнях.

### Другий премоляр нижньої щелепи
За розмірами більший, ніж перший премоляр. Вестибулярна поверхня опукла, з широким поздовжнім валиком. Язикова більшого розміру, з розвиненим язичним бугром. Обидва бугра розвинені практично однаково. Горби розділені емалевим валиком, на латеральних сторонах якого є ямки. Від граней зубу валик розділений підковоподібною фісурою. У ряді випадків, від фісури відходить додаткова, що ділить язичний бугор на два бугри менших розмірів, що перетворює зуб у трьохбугорковий. Контактні поверхні опуклі. Корінь один, конусоподібної форми, сплощений, на латеральних поверхнях борозни практично відсутні.